# The Belle Stars

The Belle Stars est un groupe de musique féminin britannique formé à Londres en 1980 par les anciens membres du groupe de ska The Bodysnatchers.
Sorti en 1982, leur tube Sign of the Times connaît un immense succès, et leur reprise de la chanson des Dixie Cups Iko Iko est la bande originale du film Rain Man en 1988. Elles obtiennent également le succès avec le titre The Clapping Song (1982).

## Membres
- Stella Barker : guitare rythmique
- Clare Hirst : saxophone tenor, clavier (1982-1984)
- Miranda Joyce : saxophone alto
- Penny Leyton : clavier (1981-1982)
- Jennie Matthias alias Jennie McKeown : voix principale
- Sarah-Jane Owen : guitare solo
- Judy Parsons : batterie
- Lesley Shone : basse

## Discographie

### Singles
- 1981 : Slick Trick
- 1982 : Iko Iko
- 1982 : Sign of the Times
- 1986 : World Domination